# ران‌دهانان
ران‌دهانان (Merostomata) رده‌ای از جانوران بندپا هستند. به این رده، کَلان‌کاسِگان هم گفته شده است.
رده ران‌دهانان رده‌ای است از گیره‌داران، دربرگیرندهٔ خرچنگ‌های نعل‌اسبی (از راستهٔ تیغ‌دُمان) و کژدم‌های دریایی که طول برخی از آنها به سه متر می‌رسد؛ اعضای این رده از دورهٔ اردویسین تا پایان دوران اول زندگی می‌کردند.
نام علمی این رده از دو واژه یونانی μηρός (ران) و στόμα (دهان) تشکیل شده‌است. فرهنگستان زبان فارسی ریشه این نام را به صورتی دیگر تعبیر کرده و این رده را «پاردهان‌ویسان» نامیده است. پسوند -ویسان پسوندی است که فرهنگستان زبان برای رده‌های جانوری برگزیده است.